# 绰河源镇
绰河源镇，是中华人民共和国内蒙古自治区呼伦贝尔市牙克石市下辖的一个乡镇级行政单位。

## 行政区划
绰河源镇下辖以下地区：
绰强社区和绰山社区。